# Амбој (Вашингтон)
Амбој (енгл. Amboy) насељено је место без административног статуса у америчкој савезној држави Вашингтон.

## Демографија
По попису из 2010. године број становника је 1.608, што је 477 (-22,9%) становника мање него 2000. године.
| Група             | 2000.         | 2010.         |
| Белци             | 1.976 (94,8%) | 1.519 (94,5%) |
| Афроамериканци    | 9 (0,4%)      | 3 (0,2%)      |
| Азијати           | 6 (0,3%)      | 13 (0,8%)     |
| Хиспаноамериканци | 36 (1,7%)     | 42 (2,6%)     |
| Укупно            | 2.085         | 1.608         |